# Marisa Cruz

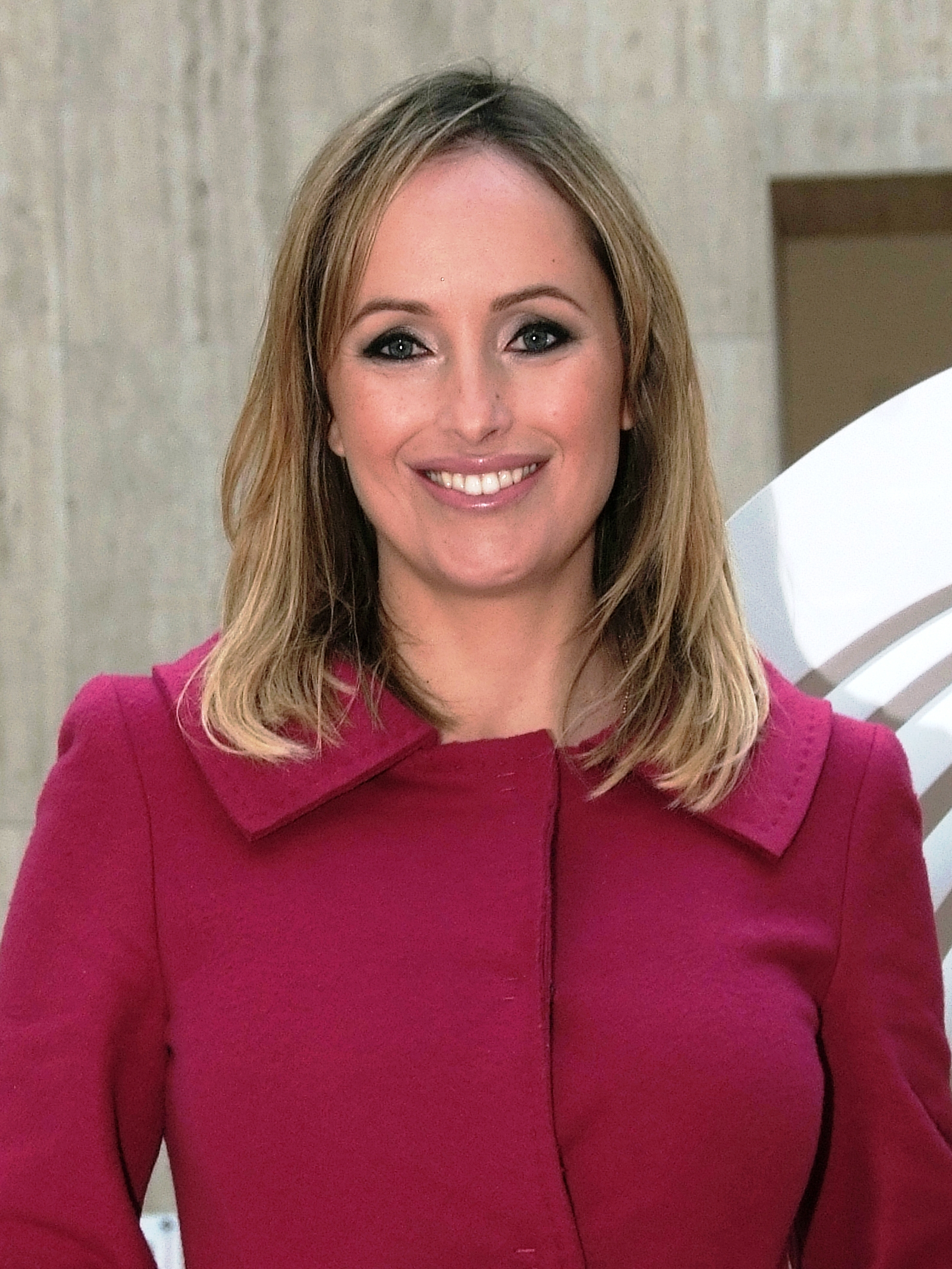
Marisa Cruz (2011)

Carla Marisa da Cruz (* 27. Juni 1974 in Luanda, Angola) ist ein portugiesisches Model, Fernsehmoderatorin und Schauspielerin.

## Leben
Im Alter von einem Jahr kam Marisa Cruz mit ihren Eltern aus Angola nach Portugal. Als sie fünf Jahre alt war, starb ihr Vater und sie zog mit einer Schwester zur Urgroßmutter nach Viseu. Als Jugendliche lebte sie bei ihrer Mutter in Lissabon. Auf Anraten ihrer Mutter schrieb sie sich mit 16 Jahren bei einer Model-Agentur ein. 1992 wurde sie Miss Portugal und dies war der Anfang ihrer Karriere als Model.
Danach arbeitete sie für Fátima Lopes in deren in Lissabon neugegründete Model-Agentur Face Models. Sie wurde Lopes’ bekanntestes Model.
Nach einer Anzeigenkampagne für das Männermagazin Maxim erhöhte sich ihre Bekanntheit in Portugal weiter und sie erschien danach häufiger im Fernsehen, etwa in den Galas der Globo-de-Ouro-Verleihungen. 2002 trat sie erstmals als reguläre Fernseh-Moderatorin an der Seite von Herman José in einer Spielshow des Senders SIC auf.
Es folgten Schauspielrollen in Telenovelas und 2004 die Hauptrolle in einem Kinofilm, dem Kassenerfolg Kiss Me von Regisseur António da Cunha Telles (unter den 40 erfolgreichsten portugiesischen Filmen seit 2004). 2005 erhielt sie dafür die Auszeichnung Shooting Star auf der Berlinale 2005.
Sie ist verheiratet mit dem Profi-Fußballspieler João Pinto, mit dem sie zwei Kinder hat.

## Filmografie
- 1993–1994: Parabéns (TV-Serie)
- 1994–1995: Isto É o Agildo (TV-Serie)
- 1996: Reformado E Mal Pago (TV-Serie)
- 2002: Sonhos Traídos (TV-Serie)
- 2002: Não Há Pai (TV-Serie)
- 2004: Kiss Me; R: António da Cunha Telles
- 2008: Casos da Vida (TV-Serie)
- 2008: Olhos nos Olhos (TV-serie)
- 2017–2018: A Herdeira (TV-serie)
- 2019–2020: Na Corda Bamba (TV-serie)
- 2020: Submissão; R: Leonardo António
- 2020–2021: Bem Me Quer (TV-serie)
- 2023–2024: Queridos Papás (TV-serie)
- 2025: A Herança (TV-serie)